# Volfrám(VI)-oxitetrafluorid
A volfrám(VI)-oxitetrafluorid szervetlen vegyület, volfrám-trioxid és fluor reakciójával állítható elő. Képlete WOF4.

## Szerkezet
Röntgenkrisztallográfiai tanulmányok alapján tetramerként kristályosodik. Az oxidok terminálisak, 4 fluorid hídligandum. Szerkezete a nióbium- és tantál-pentafluoridéhoz hasonlít. Vele szemben a molibdén-oxitetrafluorid polimer, ahol a fluoridok szintén hidak, és az oxidok terminálisak.
Gázállapotban monomer. Acetonitrillel és más vegyületekkel komplexet alkothat.

## Előállítás
Fluor és volfrám-trioxid reakciójából, volfrám oxigén és fluor keverékének magas hőmérsékleten való kitételével és volfrám-hexafluorid részleges hidrolízisével is előállítható. Ez utóbbi reakció:
{\displaystyle {\ce {WF6 + H2O -> WOF4 + 2 HF}}}
Volfrám-oxitetraklorid és hidrogén-fluorid reakciójával is keletkezhet:
{\displaystyle {\ce {WOCl4 + 4 HF -> WOF4 + 4 HCl}}}
Előállítható továbbá ólom(II)-fluorid és volfrám-trioxid reakciójával 700 °C-on:
{\displaystyle {\ce {2 PbF2 + WO3 ->WOF4 + 2 PbO}}}

## Reakciók
Volfrámsavvá hidrolizál.
{\displaystyle {\ce {WOF4 + 2 H2O -> WO3 + 4 HF}}}

## Fordítás
Ez a szócikk részben vagy egészben  a   Tungsten(VI) oxytetrafluoride című angol Wikipédia-szócikk fordításán alapul.  Az eredeti cikk szerkesztőit annak laptörténete sorolja fel. Ez a jelzés csupán a megfogalmazás eredetét és a szerzői jogokat jelzi, nem szolgál a cikkben szereplő információk forrásmegjelöléseként.